# Louis Phạm Văn Nẫm
Louis (hay Aloisio hoặc Luy) Phạm Văn Nẫm (1919–2001) là một giám mục của Giáo hội Công giáo tại Việt Nam. Ông nguyên là Giám mục phụ tá của Tổng giáo phận Thành phố Hồ Chí Minh (1977–1999). Khẩu hiệu giám mục của ông là "Yêu thương không giả dối". Trong Hội đồng Giám mục Việt Nam, ông đảm nhận vai trò Chủ tịch Uỷ ban Giáo dân nhiệm kỳ 1989–1992.
Sinh năm 1919 tại Đồng Tháp trong một gia đình không theo Công giáo, năm 16 tuổi, cậu Nẫm theo Công giáo và sau đó một số thành viên trong gia đình đã theo tôn giáo này. Sau quá trình tu học, chủng sinh Phạm Văn Nẫm được truyền chức linh mục vào tháng 9 năm 1948. Thời kỳ linh mục, ông đã đảm nhận một số chức vụ như Giáo sư Tiểu chủng viện Sài Gòn, thi hành mục vụ tại Giáo điểm Vườn Xoài, họ đạo Tân Phước, Giáo xứ Đồng Tiến, họ đạo Gia Định và Giám học Trường Trung–Tiểu học Thánh Mẫu.
Toà Thánh chọn linh mục Louis Phạm Văn Nẫm đảm nhận chức Giám mục phụ tá Tổng giáo phận Thành phố Hồ Chí Minh, hiệu toà Acufida vào ngày 3 tháng 12 năm 1977. Lễ tấn phong cho tân giám mục đã được cử hành vào tháng 2 năm 1978. Giám mục Phạm Văn Nẫm đã thi hành sứ vụ giám mục trong khoảng thời gian đầy khó khăn với Công giáo tại Việt Nam nói chung và đặc biệt là Tổng giáo phận Thành phố Hồ Chí Minh nói riêng. Tổng giáo phận Thành phố, trong khoảng thời gian kể từ sau khi chính quyền Việt Nam Cộng hoà sụp đổ, trong nhiều tình trạng mất ổn định: Vụ tranh cãi về chức Tổng giám mục phó của Tổng giám mục Nguyễn Văn Thuận, tranh cãi về chức giám quản tông toà của Giám mục Huỳnh Văn Nghi, và việc kế nhiệm Tổng giám mục Nguyễn Văn Bình trong những năm tháng cuối đời của giám mục này. Trong giai đoạn giữa thập niên 1990, Giám mục Phạm Văn Nẫm là giáo sĩ lãnh đạo trên thực tế của Tổng giáo phận Thành phố Hồ Chí Minh, vì Giám mục Giám quản Huỳnh Văn Nghi không được Nhà nước công nhận.
Giám mục Luy Phạm Văn Nẫm được Toà Thánh chấp thuận đơn hồi hưu vào tháng 9 năm 1999 và sau đó qua đời ngày 30 tháng 6 năm 2001.

## Thân thế và tu tập
Giám mục Phạm Văn Nẫm sinh ngày 17 tháng 9 năm 1919 tại vùng đất nay thuộc Cao Lãnh, tỉnh Đồng Tháp theo bia mộ, và theo các trang tin Tinh Thần và giáo xứ Vường Xoài. Một số trang web ghi nhận nơi sinh của ông là thuộc Thành phố Sài Gòn (Thành phố Hồ Chí Minh). Bản thân cậu Phạm Văn Nẫm được nhận nhận Bí tích Rửa Tội ngày 31 tháng 1 năm 1934, vào năm cậu 14 tuổi. Về sau, các thành viên trong gia đình cậu đều được nhận Bí tích Rửa tội để theo theo đạo Công giáo. Mộ phần thân sinh ông được xây cất tại làng An Bình.
Con đường tu học của Giám mục Nẫm khởi nguồn từ năm 1938, khi ông nhập học Đại chủng viện Sài Gòn và được cử đi du học tại Chủng viện Penang, Malaysia vào năm 1940. Tính đến năm 2018, ông là một trong số 33 giám mục người Việt từng theo học tại Đại chủng viện Sài Gòn. Sau khi dừng việc tu học năm 1945 tại Malaysia, chủng sinh Louis nhập học tại Đại Chủng viện Cái Nhum, Vĩnh Long và học tại đây cho đến năm 1948.

## Đời linh mục
Sau quá trình tu học, ngày 19 tháng 9 năm 1948, Phó tế Louis Phạm Văn Nẫm được thụ phong linh mục, lễ phong chức do Giám mục Jean Cassaigne cử hành tại Địa phận Sài Gòn. Sau khi trở thành linh mục, tân linh mục được chọn làm Giáo sư Chủng viện Sài Gòn cho đến tháng 4 năm 1950. Sách  Thoáng Nhìn Giáo hội Công giáo Việt Nam (1533-2010) của Trần Anh Dũng cho rằng linh mục Phạm Văn Nẫm làm giáo sư Tiểu chủng viện từ năm 1945 (khi còn là chủng sinh) cho đến năm 1956, trong khi kiêm nhiệm tại Vườn Xoài. Ông cũng từng hỗ trợ mục vụ tại giáo xứ Tân Định trong hai năm 1950 và 1951.
Tháng 4 năm 1950, khi Giáo điểm Vườn Xoài mới thành lập, linh mục Phạm Văn Nẫm đang dạy tại Tiểu Chủng viện Sài Gòn thì được Giám mục Jean Cassaigne cử về giúp linh mục Anrê Nguyễn Văn Đại để lo cho giáo điểm. Cùng trợ giúp giáo điểm còn có một linh mục giáo sư chủng viện khác là Nicôla Huỳnh Văn Nghi. Trong thời kỳ mục vụ tại Giáo điểm Vườn Xoài, linh mục Nẫm được ghi nhận hợp tác cùng một số linh mục [giảng dạy] ở Tiểu chủng viện đến hỗ trợ mục vụ, dạy hát, dạy nhạc, sinh hoạt cho thiếu nhi cũng như tổ chức các buổi tĩnh tâm. Ông được nhắc nhớ đã đến các cửa hiệu gỗ nhằm xin gổ giúp xây vách nhà nguyện cho giáo dân. Linh mục Phạm Văn Nẫm cũng từng là Giáo sư kiêm Quản lý Tiểu chủng viện này.
Từ tháng 6 năm 1956, linh mục Phạm Văn Nẫm phụ trách họ đạo Tân Phước và Gò Công cho đến năm 1957. Ông cũng mục vụ tại giáo xứ Di Linh, nay thuộc Giáo phận Đà Lạt trong năm 1957. Ông làm Giáo sư Tiểu chủng viện Thánh Giuse Sài Gòn từ năm 1957 đến năm 1964.
Từ năm 1964 đến năm 1978, linh mục Phạm Văn Nẫm làm linh mục phó họ đạo Gia Định (Bà Chiểu) kiêm Giám học Trường Trung Tiểu học Thánh Mẫu, dưới thời linh mục chánh xứ Antôn Phùng Quang Mạnh. Trong thời gian này, linh mục Nẫm đã biểu lộ được bản chất là một người hiền lành, đầy tế nhị trong hoàn cảnh đất nước vừa thu về một mối.
Năm 1977, nhân dịp tham dự Hội nghị Giám mục Thế giới tại Rome, Tổng giám mục Phaolô Nguyễn Văn Bình đã đề nghị và được Tòa Thánh chấp thuận bổ nhiệm linh mục Louis Phạm Văn Nẫm làm Giám mục phụ tá Tổng giáo phận Thành phố Hồ Chí Minh (đã đổi tên từ Tổng giáo phận Sài Gòn năm 1976).

## Giám mục

### Bổ nhiệm và Tấn phong
Ngày 3 tháng 12 năm 1977, ông được Giáo hoàng Phaolô VI bổ nhiệm làm Giám mục phụ tá Tổng giáo phận Thành phố Hồ Chí Minh, hiệu tòa Acufida, giáo tỉnh Mauritania. Giám mục Nẫm là vị giám mục đầu tiên [được bổ nhiệm chính thức] trong chế độ mới, chính vì thế có nhiều chuyện bên lề về ông. Một số người xem ông được phong giám mục vì có quen biết, có người xem ông là "Giám mục quốc doanh" vì là bạn học xưa của Tạ Bá Tòng, một nhân vật cao cấp của Mặt trận Giải phóng lúc ấy. Giám mục tân cử cũng được đánh giá là người dễ phục tùng chính quyền hơn Tổng giám mục phó Phanxicô Xaviê Nguyễn Văn Thuận. Giám mục tân cử Phạm Văn Nẫm là Giám mục phụ tá thứ ba của Tổng giáo phận Thành phố, kể từ khi Địa phận Sài Gòn được nâng cấp thành Tổng giáo phận vào năn 1960. Trong bối cảnh vào thời điểm này, Tổng giáo phận Thành phố có hai Giám mục phụ tá, song Giám mục Huỳnh Văn Nghi đã nhận vai trò Giám quản Tông Tòa Giáo phận Phan Thiết kể từ tháng 4 năm 1975. Giám mục Nẫm được bổ nhiệm sau sự qua đời của Giám mục Phanxicô Xaviê Trần Thanh Khâm vào năm 1976. Song song với chức giám mục, ông vẫn kiêm chức Tổng Đại diện Tổng giáo phận Thành phố.
Ngày 2 tháng 2 năm 1978, linh mục Louis Phạm Văn Nẫm được tấn phong làm Giám mục phụ tá Tổng giáo phận Thành phố Hồ Chí Minh với buổi lễ được cử hành tại Nhà thờ chính tòa Đức Bà Sài Gòn. Nghi thức tấn phong giám mục do Tổng Giám mục Tổng giáo phận Thành phố Hồ Chí Minh Phaolô Nguyễn Văn Bình chủ phong tại Sài Gòn và hai Giám mục Giuse Phạm Văn Thiên – Giám mục chính tòa Giáo phận Phú Cường và Giám mục Giacôbê Nguyễn Ngọc Quang – Giám mục chính tòa Giáo phận Cần Thơ phụ phong. Theo danh sách trên trang web Hội đồng Giám mục Việt Nam, Giám mục Nẫm là giám mục thứ 55 trong hàng ngũ các giám mục Việt Nam. Khẩu hiệu Giám mục của ông, Yêu thương không giả dối trùng hợp với khẩu hiệu mà Giám mục Phaolô Bùi Chu Tạo đã chọn trước đó vào năm 1959.

### Mục vụ

Tổng giám mục Nguyễn Văn Bình và Giám mục Phụ tá Sài Gòn Louis Phạm Văn Nẫm đến thăm tòa soạn báo Công giáo và Dân tộc

Giám mục Phạm Văn Nẫm sống trong Tòa Tổng giám mục trong âm thầm và dè dặt, ăn mặc xuề xòa do không sử dụng phẩm phục và chức phục. Ông cũng thường về Tòa Tổng giám mục trước tám giờ tối, do lo sợ có người khóa cổng tòa giám mục. Vì ít khi ra ngoài, thân nhân giám mục dần hạn chế đến thăm, dù trong thời gian đầu, em ruột Giám mục Nẫm là tài xế riêng cho anh mình. Về sau, Giám mục Nẫm thường là người tài xế chở Tổng giám mục Bình đến thăm viếng mục vụ. Linh mục Augustinô Nguyễn Văn Trinh là Thư ký của Giám mục Nẫm. Trong bối cảnh chiến tranh biên giới Việt-Trung vào tháng 2 năm 1979, Giám mục Phạm Văn Nẫm là Chỉ huy trưởng của công trình xây dựng tuyến phòng thủ do giáo sĩ, tu sĩ và giáo dân Tổng giáo phận xây dựng tại Thành phố Hồ Chí Minh.
Từ năm 1989 đến năm 1992, Giám mục Phạm Văn Nẫm đảm nhận chức Chủ tịch Ủy ban về Giáo dân thuộc Hội đồng Giám mục Việt Nam. Uỷ ban Giáo dân là một trong số ba ủy ban duy nhất trong suốt năm nhiệm kỳ đầu của Hội đồng Giám mục, khi Hội đồng này thiết lập với quy mô toàn quốc vào năm 1980.

Vào thời điểm năm 1993, khi Tổng giám mục Nguyễn Văn Bình [trong tình trạng] hưu trí, Giám mục Phạm Văn Nẫm cũng trong tình cảnh bệnh tật. Phái đoàn Tòa Thánh viếng thăm Việt Nam và trao đổi với chính quyền cho thấy ứng viên được Nhà nước ủng hộ kế nhiệm [cho chức Tổng giám mục] là linh mục Tổng Đại diện Huỳnh Công Minh, một linh mục được ghi nhận là có tinh thần yêu nước. Phái đoàn Tòa Thánh và chính quyền Việt Nam chỉ đạt được thỏa thuận một phần, điều mà Tòa Thánh không chấp nhận trong việc bổ nhiệm hai giám mục Huỳnh Văn Nghi và Nguyễn Văn Thuận. Trên thực tế, nhà cầm quyền đã đồng ý bổ nhiệm Giám mục Nghi làm Tổng giám mục Phó Tổng giáo phận Thành phố Hồ Chí Minh. Do không chấp nhận thỏa thuận một phần, việc bổ nhiệm không xảy ra, và Giám mục Nghi đơn phương được bổ nhiệm giữ chức Giám quản Tông Tòa cho Tổng giáo phận.
Trên thực tế, vì không được sự đồng thuận từ chính quyền, Giám quản Huỳnh Văn Nghi phải "ra đi". Giai đoạn từ năm 1993 đến năm 1998, Giám mục Phạm Văn Nẫm chủ sự các buổi sinh hoạt mục vụ trong Tổng giáo phận: Đặt viên đá đầu tiên (Giáo xứ Thái Bình, 1994; Giáo xứ Gò Vấp, 1996; Giáo xứ Bình Xuyên, 1997), bàn giao giáo xứ (Giáo xứ Tắc Rỗi, 1996), khánh thành nhà thờ (Giáo xứ Tân Hưng (Xóm Mới), 1994; Giáo xứ Vinh Sơn 6, 1998), và khánh thành Nhà giáo lý (giáo xứ Đức Mẹ Hằng Cứu Giúp, 1997).,... Năm 1997, Giám mục Phạm Văn Nẫm viết lời giới thiệu của sách giáo lý Hội Thánh Công giáo.
Tháng 12 năm 1997, Giám mục Phạm Văn Nẫm đã đón tiếp linh mục Bề trên Tổng Quyền dòng Đa Minh Timothy Radcliffe nhân chuyến thăm của ông này đến các cộng đoàn Đa Minh trên lãnh thổ Việt Nam. Ông cũng là giám mục đã ấn ký Tờ khai Đăng ký Nhà Đất của giáo xứ Thị Nghè trong việc yêu cầu nhà nước trả lại khu đất trường Thiên An cũ (nay là trường Phù Đổng) lại cho giáo xứ. Giám mục Nẫm là Trưởng Ban Tổ chức Lễ đón tân Tổng giám mục Gioan Baotixita Phạm Minh Mẫn về Tòa Tổng giám mục Sài Gòn vào ngày 16 tháng 3 năm 1998.
Ngày 30 tháng 9 năm 1999, Giám mục Phạm Văn Nẫm hồi hưu ở độ tuổi 80. Lúc 16 giờ 50 phút Ngày 30 tháng 6 năm 2001, ông qua đời tại Bệnh viện Nguyễn Tri Phương, thọ 82 tuổi, với 53 năm linh mục và 23 năm trên cương vị giám mục. Nguồn thông tin khác cho rằng Giám mục Nẫm qua đời tại Tòa Tổng giám mục Sài Gòn, sau thời gian dài trị bệnh tại Bệnh viện Nguyễn Trãi, Thành phố Hồ Chí Minh. Ngày giám mục Nẫm qua đời cũng là ngày có sự kiện truyền chức cho 18 tân linh mục tại Nhà thờ Đức Bà Sài Gòn.  Giám mục Nẫm qua đời trước vài ngày khi việc bổ nhiệm một tân giám mục phụ tá cho Tổng giáo phận Thành phố Hồ Chí Minh thành sự, sau một tháng thỏa thuận giữa Nhà nước Việt Nam và Vatican. Tân giám mục phụ tá được chọn là linh mục Giuse Vũ Duy Thống. Giám mục Thống được nhận định là giám mục thay thế cho cố giám mục Nẫm vừa qua đời.

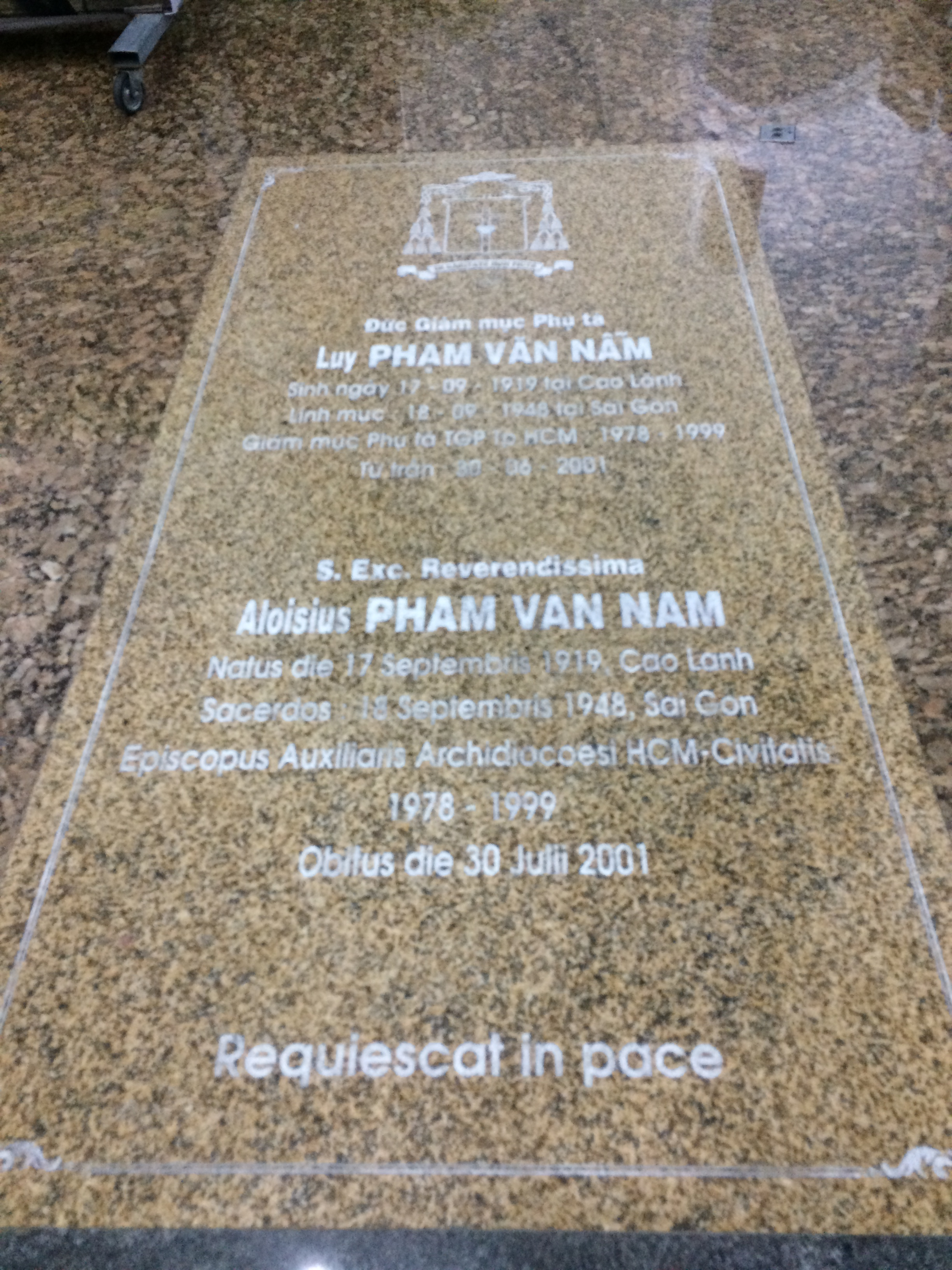
Phần mộ Giám mục Louis Phạm Văn Nẫm tại nhà nguyên Trung tâm Mục vụ Tổng giáo phận Thành phố Hồ Chí Minh

Lễ an táng cố giám mục do Tổng giám mục Gioan Baotixita Phạm Minh Mẫn chủ sự, Giám mục Phêrô Nguyễn Văn Nhơn giảng lễ. Các giám mục và hơn 200 linh mục đã tham dự lễ an táng này. Thi hài cố giám mục Phạm Văn Nẫm được an táng trong nhà nguyện cổ, cạnh Trung tâm Mục vụ Tổng giáo phận Sài Gòn, cùng với Tổng giám mục Phaolô Nguyễn Văn Bình và Tổng giám mục Phaolô Bùi Văn Đọc. Nhà nguyện cổ này là nhà nguyện thuộc Tiểu chủng viện cũ, thuộc Trung tâm Mục vụ Tổng giáo phận. Có nguồn tin ghi nhận nhà nguyện thuộc khuôn viên Đại chủng viện Thánh Giuse Sài Gòn.

## Đóng góp
Giám mục Phạm Văn Nẫm được báo Công giáo và Dân tộc ghi nhận là đã cộng tác với Tổng giám mục Nguyễn Văn Bình "hướng dẫn đoàn chiên của mình sống cuộc sống chan hòa với cộng đồng dân tộc." Giám mục Phạm Văn Nẫm, trong tư cách giám mục của Tổng giáo phận Thành phố Hồ Chí Minh trong hơn hai mươi năm sau chiến tranh Việt Nam, đã đối mặt với nhiều biến cố chính trị và tôn giáo. Căng thẳng giữa chính phủ Việt Nam với Tòa Thánh về chức vị của Tổng giám mục phó Phanxicô Xaviê Nguyễn Văn Thuận (bắt giam từ 1975 đến 1989;; trục xuất năm 1991), hay việc Giám quản Tông tòa Tổng giáo phận Thành phố Hồ Chí Minh Nicôla Huỳnh Văn Nghi (năm 1993, 1995) và việc bổ nhiệm tân Tổng giám mục Sài Gòn để kế vị Tổng giám mục Phaolô Nguyễn Văn Bình đã già yếu (năm 1993) rồi qua đời (năm 1995).
Sau này ông tiếp tục coi sóc giáo phận khi Tổng giám mục Bình qua đời, cũng như phụ tá cho Giám mục Giám quản Huỳnh Văn Nghi khi giám quản giáo phận đồng thời là Giám mục chính tòa Giáo phận Phan Thiết, cho đến khi Tòa Thánh giải quyết xong với chính phủ Việt Nam về việc bổ nhiệm giám mục phó Giáo phận Mỹ Tho Gioan Baotixita Phạm Minh Mẫn về làm tân Tổng giám mục.
Tổng giáo phận Thành phố Hồ Chí Minh – nơi ông dùng trọn cuộc đời để phục vụ có thể nói là một trong số ít giáo phận đông giáo dân của Công giáo tại Việt Nam. Theo số liệu, năm 1979 Tổng giáo phận có số giáo dân là 389.604 (chiếm 11.1% dân cư), 414 linh mục và 201 nhà thờ (số nhà thờ nhiều hơn hiện nay – 200 nhà thờ) và khi ông từ nhiệm năm 1999 là 524.281 giáo dân (10,5% số dân cư) và 442 linh mục, 186 nhà thờ dù trải qua ba năm trống toà với bao thiếu thốn, điều đó cũng cho thấy sự khó nhọc, cần mẫn của ông trong cương vị Giám mục.

## Tông truyền
Louis Phạm Văn Nẫm được tấn phong giám mục năm 1978, dưới thời Giáo hoàng Gioan Phaolô II, bởi:
- Chủ phong: Tổng giám mục Phaolô Nguyễn Văn Bình, Tổng giám mục Tổng giáo phận Thành phố Hồ Chí Minh.
- Phụ phong: Giám mục Giuse Phạm Văn Thiên, Giám mục chính tòa giáo phận Phú Cường và Giám mục Giacôbê Nguyễn Ngọc Quang, Giám mục chính tòa Giáo phận Cần Thơ.

Louis Phạm Văn Nẫm là giám mục phụ phong cho giám mục:
- Năm 1982, Louis Hà Kim Danh, nay là cố Giám mục chính tòa Giáo phận Phú Cường.